# Newe Danijjel
Newe Danijjel (hebr. נווה דניאל; oficjalna pisownia w ang. Neve Daniel) – wieś i osiedle żydowskie położone w Samorządzie Regionu Gusz Ecjon, w Dystrykcie Judei i Samarii, w Izraelu.

## Położenie
Osiedle jest położone w bloku Gusz Ecjon w górach Judzkich, pomiędzy Jerozolimą a Hebronem w Judei, w otoczeniu terytoriów Autonomii Palestyńskiej.

## Historia
Osadę założyli w 1982 żydowscy osadnicy, na miejscu wcześniejszej osady Cohen Farm, którą zniszczyli w 1948 Jordańczycy.